# Liste der Bodendenkmäler in Ahaus
Die Liste der Bodendenkmäler in Ahaus enthält die denkmalgeschützten unterirdischen baulichen Anlagen, Reste oberirdischer baulicher Anlagen, Zeugnisse tierischen und pflanzlichen Lebens und paläontologischen Reste auf dem Gebiet der Stadt Ahaus im Kreis Borken in Nordrhein-Westfalen (Stand: September 2020). Diese Bodendenkmäler sind in Teil B der Denkmalliste der Stadt Ahaus eingetragen; Grundlage für die Aufnahme ist das Denkmalschutzgesetz Nordrhein-Westfalen (DSchG NRW).
| Bild | Bezeichnung                                                    | Lage                            | Beschreibung | Bauzeit                              | Eingetragen seit | Denkmal- nummer |
| ---- | -------------------------------------------------------------- | ------------------------------- | ------------ | ------------------------------------ | ---------------- | --------------- |
|      | fossiler Wirbel eines Dinosauriers                             | Ahaus                           |              |                                      | 27.04.2010       | J               |
|      | Grabhügel                                                      | Alstätte Haarmühle              |              | 1883                                 | 27.11.1986       | B               |
|      | Grabhügel                                                      | Alstätte Schmäinghook           |              | späte Jungsteinzeit/frühe Bronzezeit | 27.11.1986       | D               |
|      | Erdgeschichtliches Bodendenkmal „Südböschung der Alstätter Aa“ | Alstätte Besslinghook           |              | vor ca. 250- 203 Mio. Jahren         | 04.01.2005       | H               |
|      | Grabhügelgruppe                                                | Ottenstein Hörsteloe            |              | späte Jungsteinzeit/frühe Bronzezeit | 27.11.1986       | E               |
|      | Fundamentreste der Burg                                        | Ottenstein Burgstraße           |              | 14. / 15. Jh.                        | 27.11.1986       | F               |
|      | Grabhügel                                                      | Wüllen Barle                    |              | späte Jungsteinzeit/frühe Bronzezeit | 27.11.1986       | A               |
|      | Gräftenanlage „Auf der Burg“                                   | Wüllen Lange Straße 35          |              | 1. H. 13. Jh.                        | 27.11.1986       | C               |
|      | Erdgeschichtliches Bodendenkmal „Steinbruch Hollekamp“         | Wüllen Hoher Weg / Ammelner Weg |              |                                      | 07.10.1998       | G               |